# Fürstentum Salerno

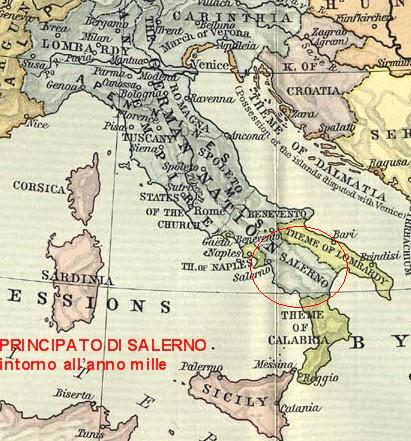
Fürstentum Salerno im Jahre 1077

Das Fürstentum Salerno im Süden der Apenninhalbinsel war einer der langobardischen Staaten in Italien, und unter diesen derjenige, der als letzter noch bestand.
Als Fürst Sicard von Benevent 839 von Radelchis ermordet wurde, erhoben die Bürger der Stadt Salerno dessen Bruder Siconulf zum Fürsten. Der Nachfolgekrieg zwischen Radelchis und Siconulf konnte er im Jahr 851 durch Kaiser Ludwig II. beendet werden, der Siconulf als Fürsten von Salerno bestätigte.
Robert Guiscard und Richard I. von Capua belagerten Salerno im Jahr 1076, bis die Stadt am 13. Dezember fiel. Fürst Gisulf II. unterwarf sich ihnen Jahr darauf, wodurch das letzte langobardische Fürstentum in Italien sein Ende gefunden hatte. Salerno wurde die Hauptstadt von Guiscards Herzogtum, das aus Apulien, Kalabrien und Sizilien bestand.
Der Titel Fürst von Salerno wurde von König Karl I. von Neapel für seinen Sohn, den späteren König Karl II. (1254–1309) neu vergeben.

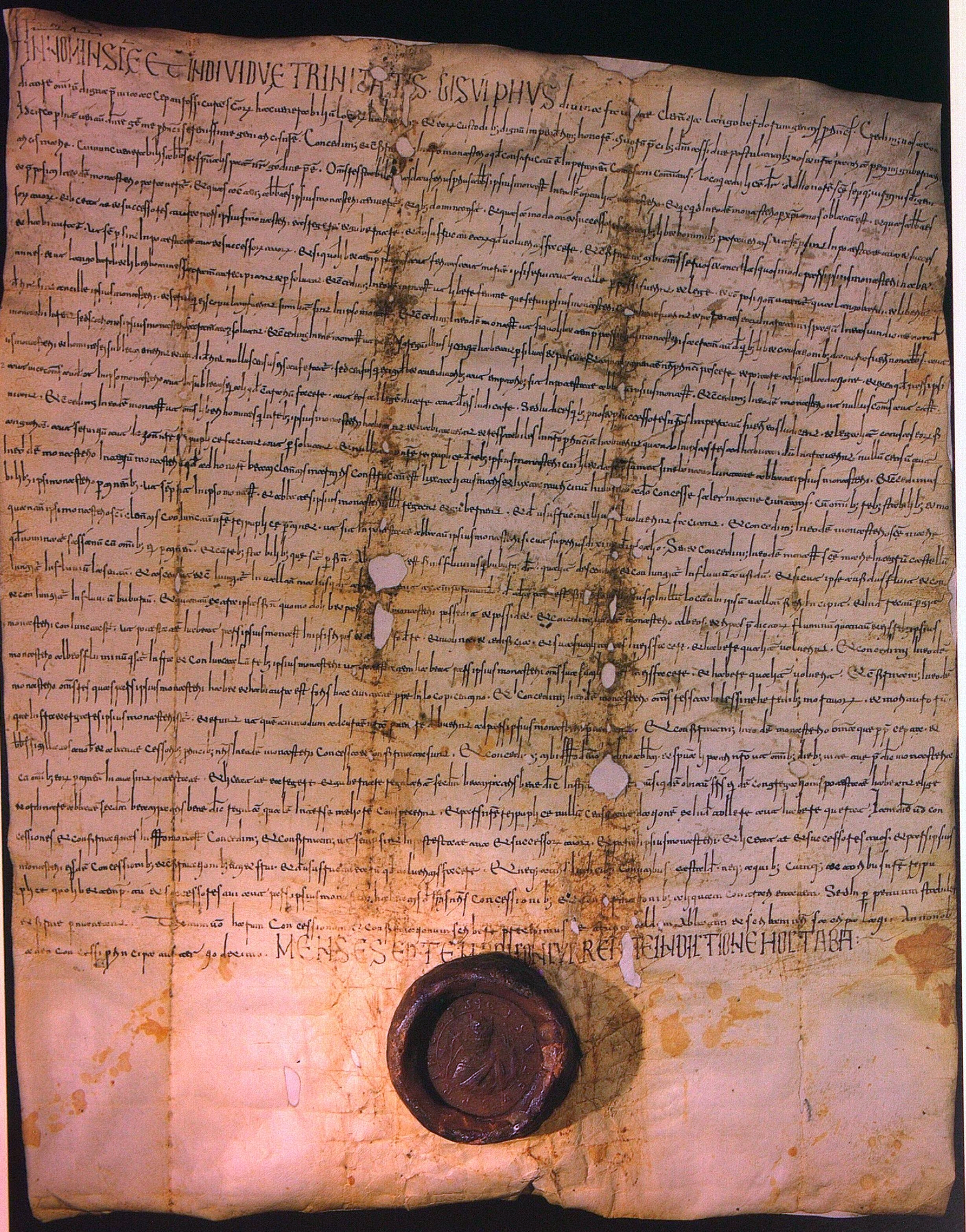
Eine Urkunde Gisulfs II. von Salerno aus dem Jahr 1054. Città del Vaticano, Archivio Segreto Vaticano, Archivio Boncompagni, Prot. 270, 2a

## Langobardische Fürsten von Salerno
- Siconulf, 840–851
- Sico II., 851–853
- Peter, 853
- Adhemar, 853–861
- Waifar, 861–880
- Waimar I., 880–900
- Waimar II., 900–946
- Gisulf I., 946–978
- Pandulf I. Eisenkopf, 978–981, auch Fürst von Benevent (ab 961), Fürst von Capua (ab 961) und Herzog von Spoleto
- Pandulf II, 981
- Manso von Amalfi, 981–983, Herzog von Amalfi 966–1004
- Johannes I., 981–983, Sohn und Mitregent Mansos
- Johannes II., 983–994
- Waimar III., 994–1027
- Waimar IV., 1027–1052, auch Herzog von Amalfi (1039–1043), Gaeta (1040–1041), Fürst von Capua (1038–1047)
- Gisulf II., 1052–1077

## Orsini
- Raimundo Orsini del Balzo, † 1459, 1448 Herzog von Amalfi, Fürst von Salerno

## Haus Sanseverino
- Roberto Sanseverino, Fürst von Salerno ab 1460
- Antonello I. Sanseverino
- Antonello II. Sanseverino († 1497), Admiral des Königreichs Neapel (1477), Oberhaupt der Adelsverschwörung von 1485
- Robert II. Sanseverino (1485–1508), 3. Fürst von Salerno; ⚭ Marina de Aragon, Tochter von Alonso de Aragon, 1. Conde de Ribagorza, 1. Duque de Villahermosa
- Ferrante Sanseverino (Ferdinando de Sanseverino y Aragón) (1507–1572), 4. und letzter Fürst von Salerno, 3. Duque de Villahermosa

## Sonstige
- Leopoldo Giovanni (1790–1851), Fürst von Salerno, Sohn von König Ferdinand I. beider Sizilien